# Le Mac (film, 1973)
Pour les articles homonymes, voir Le Mac.
Pour plus de détails, voir Fiche technique et Distribution.
Le Mac (The Mack) est un film américain réalisé par Michael Campus (en), sorti en 1973.

## Synopsis
Après avoir purgé une peine de 5 ans en prison, John « Goldie » Mickens découvre avec stupéfaction que son frère est impliqué dans un mouvement nationaliste noir. Goldie décide de prendre un chemin alternatif, s’efforçant de devenir le plus grand proxénète de la ville.

## Fiche technique
- Titre original : The Mack
- Titre français : Le Mac
- Réalisation : Michael Campus (en)
- Scénario : Robert J. Poole
- Musique : Willie Hutch
- Production : Harvey Bernhard
- Pays d'origine : États-Unis
- Langue : anglais
- Dates de sortie : 1973

## Distribution
- Max Julien (en) : Goldie
- Don Gordon : Hank
- Richard Pryor : Slim
- Carol Speed (en): Lulu
- Roger E. Mosley : Olinga
- Dick Anthony Williams : Pretty Tony
- William Watson : Jed
- George Murdock : Fatman
- Juanita Moore : Mother
- Paul Harris : l'aveugle
- Stu Gilliam : Annonceur